# First concrete pour
First concrete pour, på svenska "första betonggjutning", är när det första större arbetet med betonggjutning genomförs i ett byggprojekt. I överförd bemärkelse avses när projektet går in i en mer definitiv uppförandefas, och därmed lämnar planerings- eller förberedelsefasen där det fortfarande kan vara osäkert om projektet kommer att fullföljas.

## Bakgrund
Stora bygg- och konstruktionsprojekt kan ha långa planeringstider. Arbeten för att iordningställa mark, bygga anslutande vägar och annan infrastruktur kan påbörjas redan under planeringsperioden, trots att definitiva beslut om finansiering och uppförande ännu inte är fattade.
Större gjutarbeten i betong är en kostsam och oåterkallelig aktivitet som påbörjas först när rimlig säkerhet finns om projektets framdrift. Händelsen kan uppmärksammas som en milstolpe i ett projekt och som ett tecken på att projektet verkligen kommer att fullföljas.
Begreppet förekommer bland annat i kärnkraftsbranschen, där tiden från platsval, planering och markarbeten till uppförande och färdigställande kan vara betydande. Begreppet förekommer dock även inom mer allmänna byggprojekt.